# Herbert Jasper
Pour les articles homonymes, voir Jasper.
Herbert Henri Jasper était un neurobiologiste et neurologue québécois né à La Grande en Oregon, le 27 juillet 1906 et décédé le 11 mars 1999. Parmi ses très nombreuses contributions à la recherche sur le système nerveux, il est considéré comme l'un des pionniers de l'électroencéphalographie (EEG) pour avoir créé le premier laboratoire consacré à cette technique aux États-Unis et utilisé l'EEG à la fois pour la compréhension de phénomènes psychologiques normaux comme la conscience ou l'apprentissage mais aussi pour des pathologies du système nerveux et en premier lieu, l'épilepsie.

## Honneurs
- 1972 - Officier de l'Ordre du Canada
- 1978 - Prix de l'œuvre scientifique (AMLFC)
- 1985 - Médaille McLaughlin
- 1993 - Grand Prix Milken de la Société américaine d'épilepsie
- 1995 - Membre du Temple de la renommée médicale canadienne
- 1995 - Prix Albert-Einstein (World Award of Science) du Conseil culturel mondial
- 1996 - Grand officier de l'Ordre national du Québec
- Membre de la Société royale du Canada
- Doctorats honorifiques de quatre universités canadiennes et de deux universités françaises